# Glochidion weberi
Glochidion weberi är en emblikaväxtart som beskrevs av Charles Budd Robinson. Glochidion weberi ingår i släktet Glochidion och familjen emblikaväxter. Inga underarter finns listade i Catalogue of Life.